# Coupvray
Coupvray é uma comuna francesa localizada na região administrativa da Île-de-France, no departamento Sena e Marne. A comuna possui 2280 habitantes segundo o censo de 1990.
Coupvray foi o lugar onde nasceu e viveu Louis Braille. A casa de Braille é hoje um museu. As mãos de Braille estão sepultadas em Coupvray como símbolo do sistema tátil desenvolvido por ele, e o resto do seu corpo está no Panteão.